# アークス・ファタリス
『アークス・ファタリス』（Arx Fatalis）は、フランスのArkane Studiosによって開発されたアクションロールプレイングゲーム。2002年6月28日に発売された。2003年9月25日には、テキスト・音声を日本語化したローカライズ版（『アークス・ファタリス』）が、カプコンから発売された。

## 開発
アークス・ファタリスの開発は、ルッキング・グラス・スタジオズ、特にウルティマ アンダーワールドの影響を受けており、当初は非公式の続編として開発されていた。しかし、ラファエル・コラントニオがウルティマ アンダーワールドの開発者の一人であるポール・ノイラート支援を受けていた時期に、権利を保有するエレクトロニック・アーツの規定を受諾しなければ続編の製作ができないことが明らかとなった。コラントニオはこの条件を拒否し、ウルティマ アンダーワールドの特徴を生かした独自の作品を製作することにした。パブリッシャー（発売元）の確保は難航し、資金は底を突きかけたが、倒産を目前としたその月に小規模な発売元との契約を獲得し、後にジョーウッドから発売の保証を得た。ゲーム自体は高評価を得たが、販売実績は失敗と言えるものにとどまった。

### 発売日
- 2002年6月28日 Windows版[4]
  - 2003年9月25日 日本語Windows版[1]
- 2003年12月23日 Xbox版[5]
- 2007年4月 ダウンロード販売版（Steam）[6][7]
- 2008年12月 ダウンロード販売版（GOG.com、DRMフリー）[8][9]。

## オープンソース化
2011年1月14日、バージョン1.21となるパッチを公開するとともにソースコードをGPLライセンスで公開した。公開されたソースコードを元にバグの修正、互換性の向上、他OS（Linux、FreeBSD、Pandora）への移植を行う「アークス・リベルターティス」（Arx Libertatis）プロジェクトがファンにより行われた。2013年7月にはバージョン1.1が公開された。また、ポーランド語、トルコ語、韓国語などへの翻訳も、ファンによって行われている。

## 続編の構想
アークス・ファタリスの高い評価は、Valve Corporationとの協業に結びつき新作をSource Engineで製作する機会を得た。ディレクターのラファエル・コラントニオは、アークス・ファタリス2として作成することを目指していたが、アークス・ファタリスの販売数が目標に届かなかったため、パブリッシャーを得られなかった。ユービーアイソフトが関心を示したものの、続編の発売ではなくSource Engineをマイト・アンド・マジックに使用することを提案した。これが、アークス・ファタリスのアクション性を改良し、ロールプレイングゲームとしての面を薄めたダークメサイア オブ マイト&マジック（2006年10月）である。この時期にコラントニオはリヨンからテキサス州オースティンに移り、2006年7月に新スタジオとなるArkane Austinを設立している。